# 改札

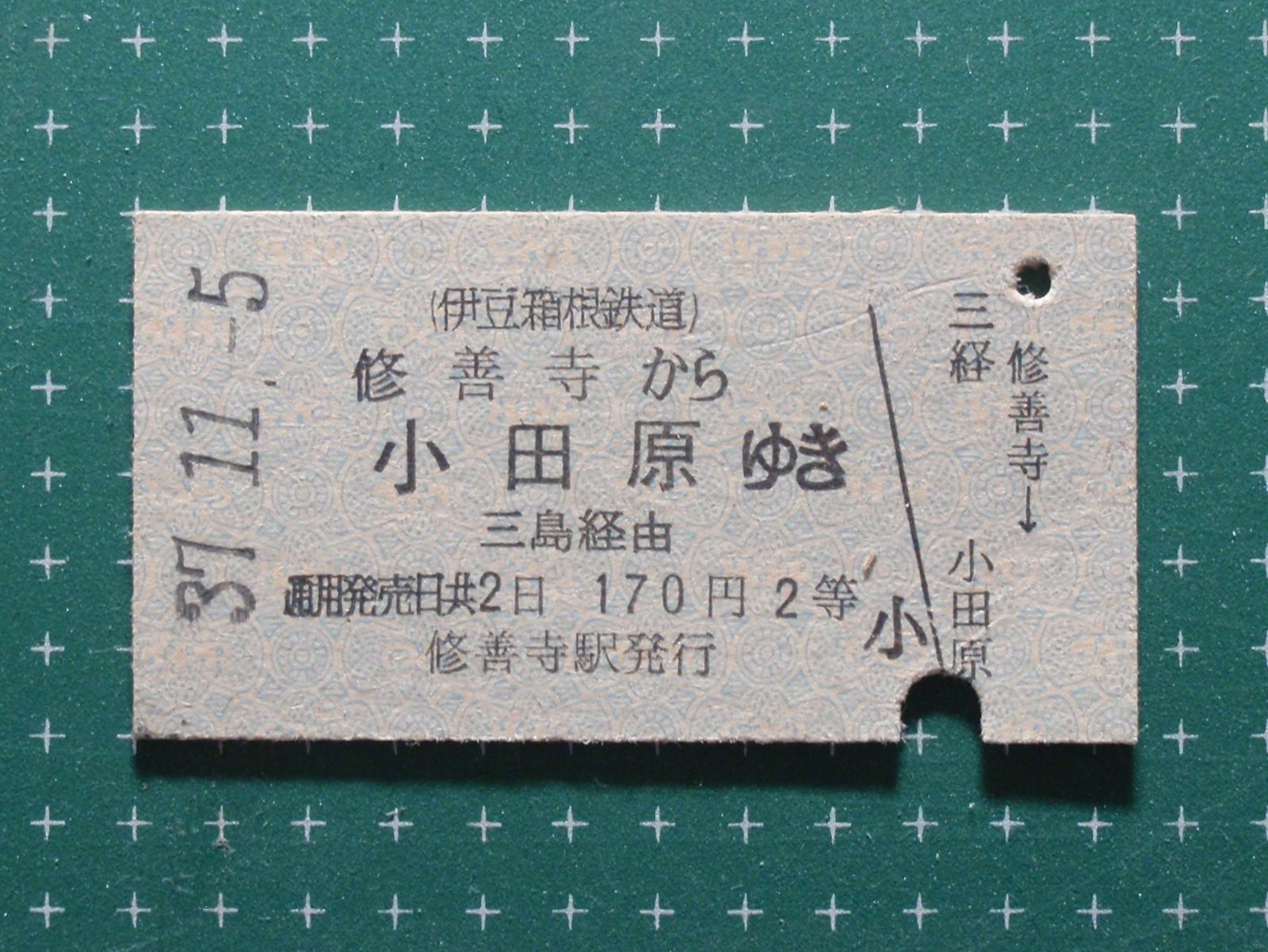
改札が済んだ乗車券（入鋏）

改札（かいさつ、英語: ticket inspection）は、主に鉄道において駅員や乗務員等の係員や代行機械（自動改札機等）により旅客（乗客）の乗車券の効力を確認した上で既使用に改める行為である。
元来、乗車券使用開始（乗車）の際に行われる入鋏・押印を指したが、現在では途中における乗車券の効力確認についても改札（車内改札）と呼ばれる。

## 概説
日本の多くの鉄道では、旅客の運賃は乗車券を事前に発売（出札）することで収受し、旅客は購入した乗車券の有効範囲内で乗車できる制度を採っている。その制度において、発売された乗車券（未使用）を乗車開始の際に検査の上、既使用（使用開始）に改める行為である。具体的には次の通り。
- 係員による
  - 入鋏
駅によって鋏痕が異なる改札鋏で券の一部が切落とされる。
  - 押印
日付、駅名などのスタンプが押される。
- 機械による
  - 印字
時刻などが印字される（別途磁気にも時刻・乗車駅が記録される）
  - 開孔
券に小さな穴が開けられる（別途磁気にも時刻・乗車駅が記録される）

鉄道駅では原則的に改札済みの旅客しか立ち入れない区域（改札内、ラッチ内（ラチ内）又は（狭義の）構内 と呼ぶ）を設けて管理している。航空における搭乗手続、船舶における乗船手続、映画館等の娯楽施設のもぎり（半券回収）に似ている。路線バスでも高速バスなど長距離路線の多くで同様のシステムを採る事例がある。乗車券は基本的に旅行終了の駅（下車駅）にて回収（集札）される。
一方、ヨーロッパの殆どの鉄道駅には改札口は設けられていない。ヨーロッパの鉄道では信用乗車方式を採用して、車内改札を行うのが一般である。その分不正乗車が発覚した際の罰金額を高く設定して不正乗車を防いでいる。
なお、バスにおいても検札が行われる場合があり、シンガポールのバスでは不定期に検札が行われており、有効な乗車券を所持していない場合（紛失した場合も含む）、罰金が課される。

## 改札口
改札を行う場所を改札口と呼ぶ。駅係員が改札口に立って改札を行う。日本の鉄道用語でラッチ（英語：Latchに由来説あり）またはラチ（埒に由来説あり）と呼ばれる。集札・精算を兼ねる場合が多く、集札口であっても改札口と呼ばれやすい。係員による改札（有人改札）を行うものでは窓口、通路、オープンカウンターの3形式がある。通路型の係員がいるスペースを日本の業界ではフネ（係員が入った状態の外見を「舟」に見立てての意）と呼ぶことがある。
他に自動改札機や簡易改札機がある。改札機の場合、精算を兼ねることができない。窓口、オープンカウンター形式では、出札（券売）も兼ねているケースがみられる。特に日本の国鉄型配線の駅では、一箇所において出札・改札・集札・構内アナウンスが係員1名でも行える合理的な構造となっていた。
また、かなり特殊な例として改札機の代わりに運賃箱を設置した現金精算型集札口も存在する。

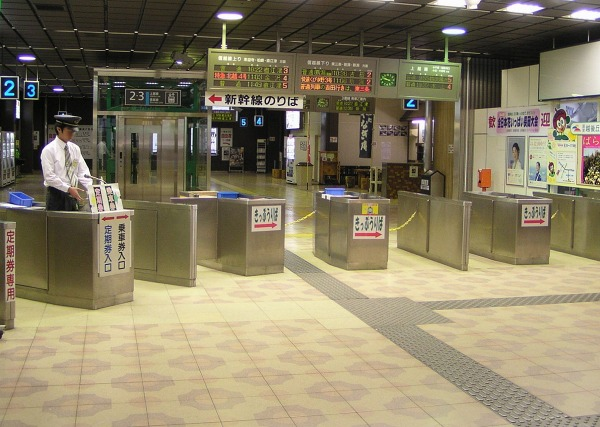
通路型有人改札口（長岡駅、2006年）

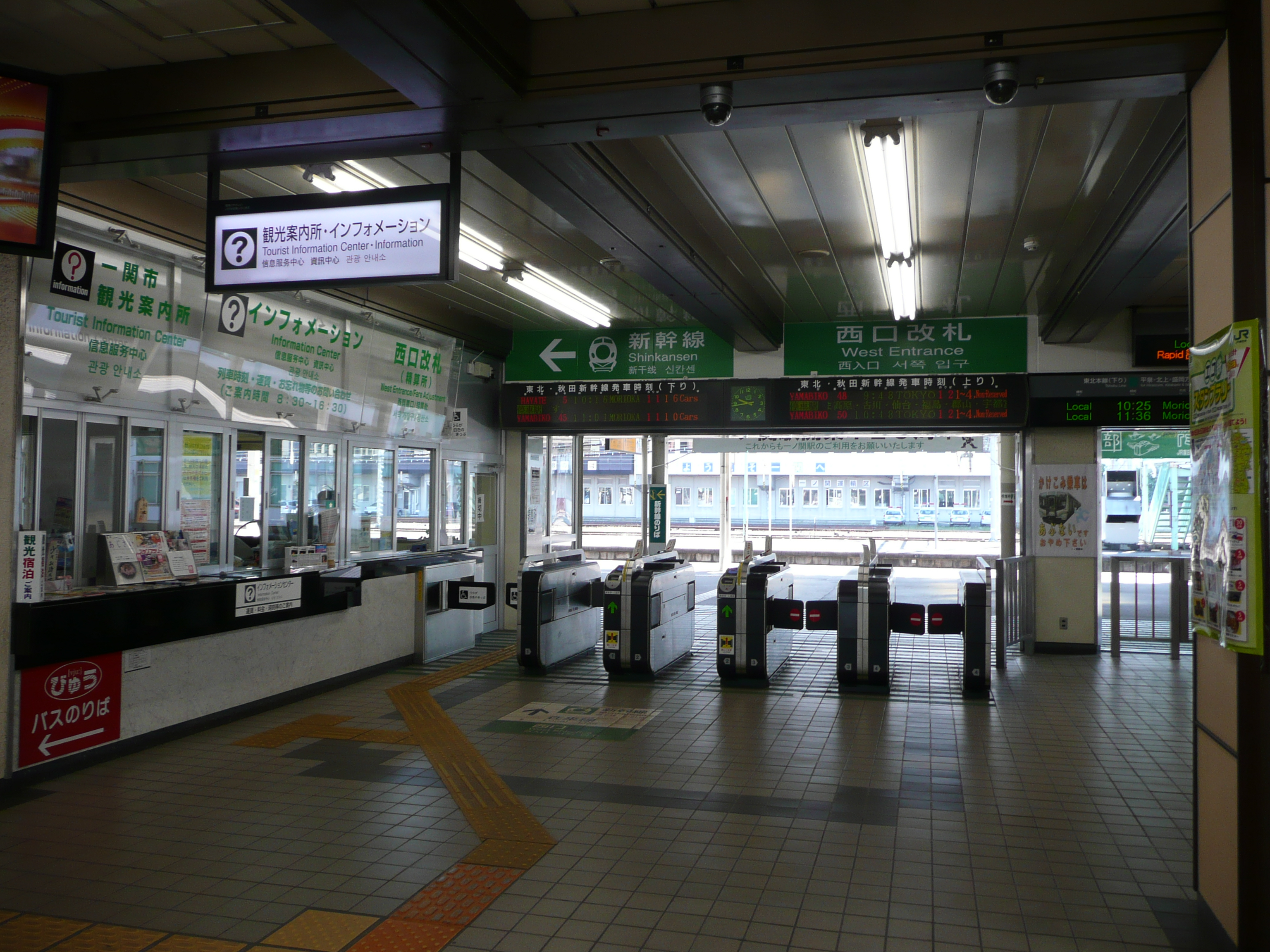
自動改札機による改札口
（一ノ関駅、2010年）

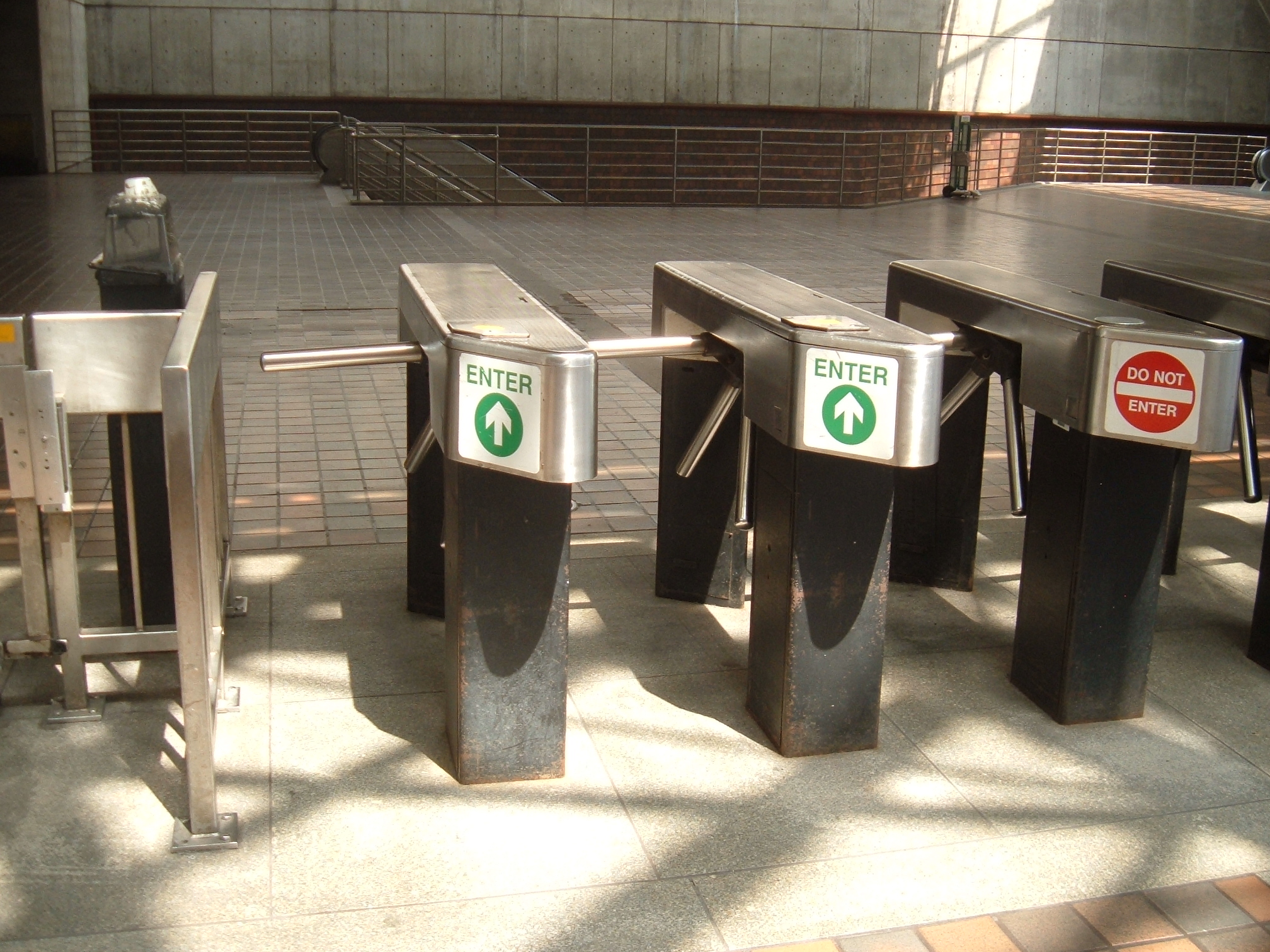
回転棒式改札機による改札口

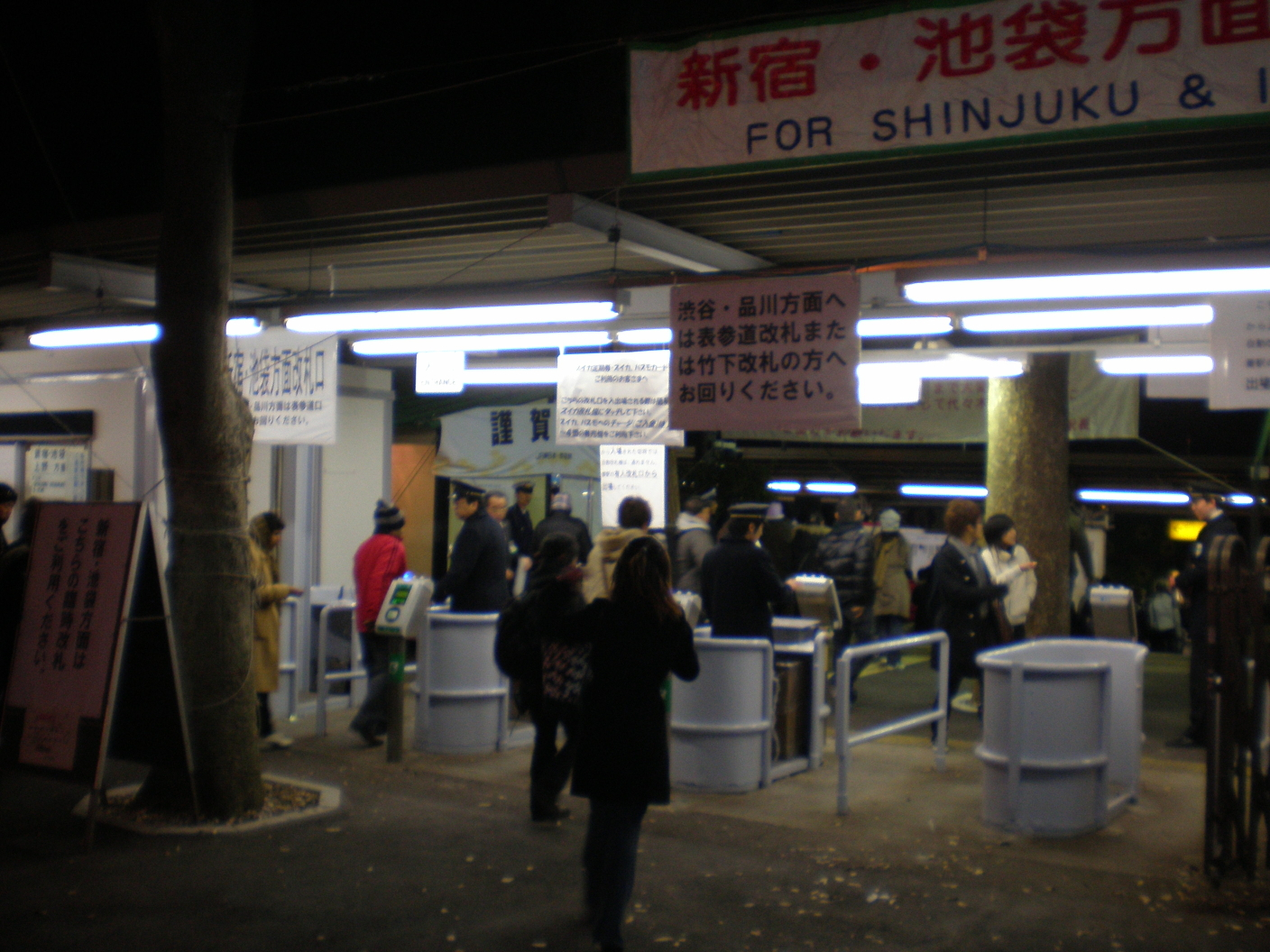
臨時改札口（原宿駅）

### 日本の鉄道駅
日本では前述どおり、駅係員が改札口に立って改札を行う場合が多かったが、係員の代わりに機械が改札を行う自動改札機導入が大都市圏だけでなく地方都市圏にも広がりつつある。自動改札機が設置された場合でも、対応しないきっぷや精算のために兼掌窓口が設置されることが多い。
入場時には、きっぷに使用開始（入場済）であることを示す印が入れられる。係員による有人改札ではそのための道具として、日本では鉄道創業以来長らく改札鋏（かいさつばさみ、かいさつきょう）という専用の鋏で独特の切込みを入れてきたが、1990年代を境に順次、駅名や鉄道事業者名と日付を示すスタンプ式改札印（入鋏印、スタンパー、もしくは製品名のチケッターとも呼ばれる）が導入され、これに切替えられた鉄道事業者が多い。また同時期に普及が進んだ自動改札機ではきっぷが改札機に投入された際、券面に穴を空ける。いずれの場合も、使用開始（入場済み）であることを示すためにきっぷに改札鋏等で印をつけることを入鋏（にゅうきょう）と言う。出場時には、原則としてきっぷを回収する。
なお少数派ではあるが、事業者・駅によっては、改札口における入場時の改札を省略して出場時の集札や運賃収受のみを行うところや、入場時に集札や運賃収受をしてしまい出場時の動作を省略するところなど、様々なケースが存在し、その運用形態は必ずしも一律では無い。前者は土佐くろしお鉄道中村駅、広島電鉄広電宮島口駅、京福電気鉄道四条大宮駅などや四国旅客鉄道（JR四国）の小規模な駅で、後者は都電荒川線王子駅前電停等で採用されている。
異なる鉄道事業者の経営する路線間乗換、一部の鉄道事業者では自社線間乗換（主に幹線とローカル線）、新幹線停車駅における新幹線・在来線相互の乗換、一部の有料特急ホーム等では、中間改札（連絡改札とも）を設けている。主な目的は、前2者では事業者間での有効な乗車券類保有確認と乗換に伴う精算、後2者では特急券類の保有確認または非保有者による入場制限である。
一部のバスターミナルや港湾・空港における旅客ターミナル等でも、改札口を設置している。
無人駅や電停等では、改札口による改札が出来ないため、代わりに車掌が改札・集札業務を代行する場合が多い。その他、無人駅に乗車証明書発券機を設置して、着駅もしくは乗換駅の中間改札で精算をする場合もある。さらに路線が一駅間のみのピストン輸送で一方の駅で本線と接続している盲腸線では、接続駅にもう一方の駅の券売機と改札を併設してもう一方の終着駅を無人駅としていることがあり、東武鉄道大師線や西日本旅客鉄道（JR西日本）和田岬線（山陽本線支線）等で見られる。
また、通勤通学時間帯などの時間や繁忙期に一時的に乗客が集中する場合には、臨時改札口と称する改札を設ける場合もある。ただし臨時改札口と言っても、人が通れるだけの隙間を空けて集札のみを行うものから、渋谷駅ハチ公臨時改札のように、恒常的に自動改札機を設置し、直ぐ近くに自動券売機がないこと以外は通常の改札口と変わらない運用をするものまで様々である。
ラッシュアワー等で駅構内に収容できない恐れがある程混雑した場合には、時間を区切って改札業務を一時停止し、通路を閉鎖する改札止め（かいさつどめ）が行われることもある。

### ヨーロッパの鉄道駅
先述のようにヨーロッパ諸国の鉄道ではプラットホームへ出るために通る改札口が駅構内に設けられないことが多い。きっぷに日付が印字されていなければ駅等に備え付けられた刻印機で利用客が日付を刻印するシステムが一般的に取られている。例えば、オーストリアの公共交通機関では改札口又は車内での乗車券への刻印が義務付けられている。
一方、地下鉄や大都市近郊路線では主として自動改札機による改札口が設けられている。
フランスのパリと近郊都市圏のメトロの駅では、入場時に自動改札機にきっぷを通すのみで出場時の集札は行なわれていない。

## 列車別改札

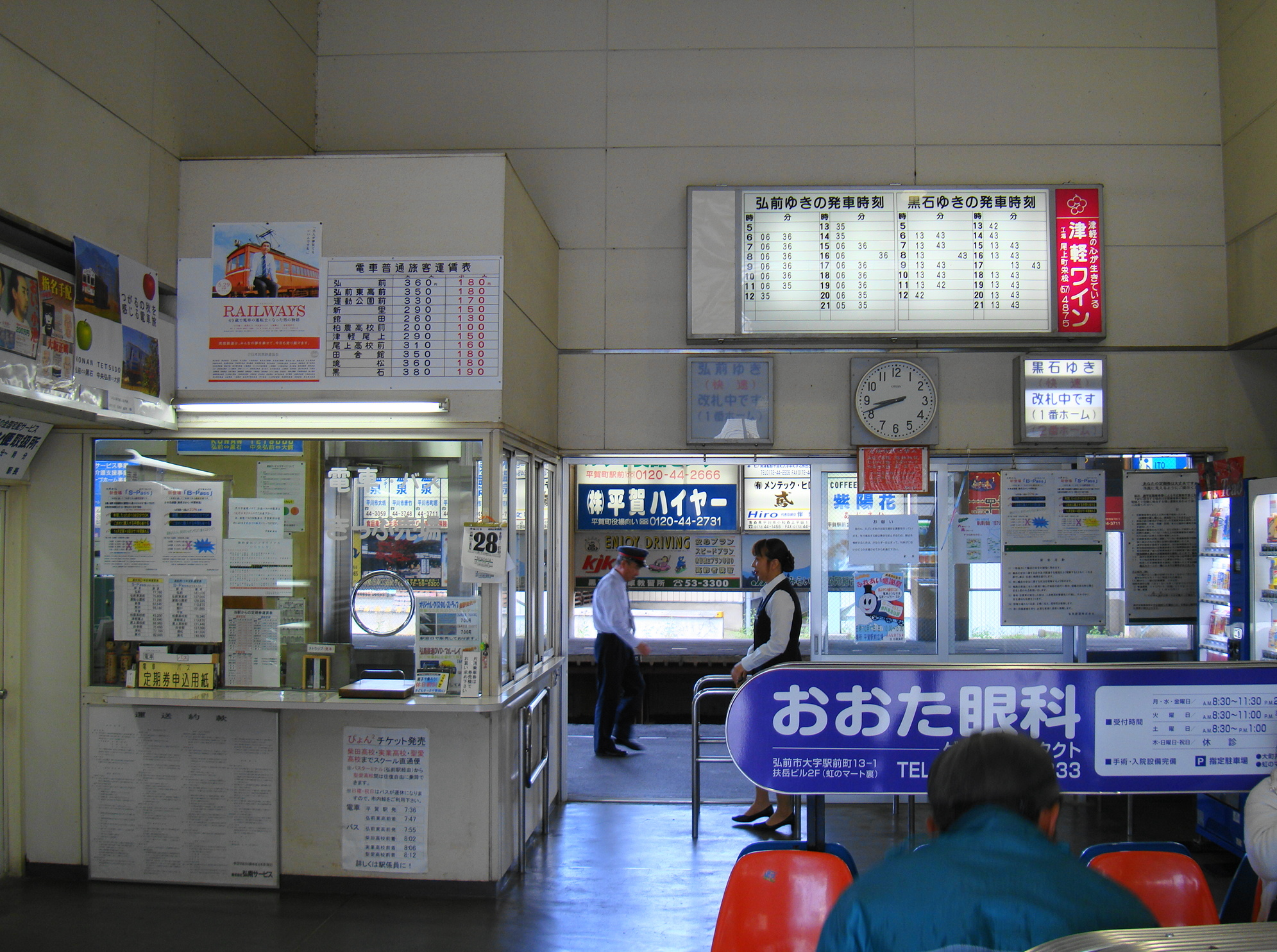
改札中である旨の表示がある改札口（弘南鉄道平賀駅）

列車別改札（れっしゃべつかいさつ）は駅の改札口の出入りを常時行わず、1本か2本の列車の発着ごとに行う方式である。この場合、発車時刻の数分前から発車間際まで改札を行い、他の時間は改札口が閉じられている。不正乗車の防止、乗降ホームの閉鎖による安全管理・コスト対策、旅客の誤乗（乗り間違え）防止が主目的とされる。
列車別改札方式は主に列車本数の少ない駅で行われることが多いが、当然ながら本数が増えれば方式そのものが困難となるため、地下鉄など都市内鉄道では行われない事例がほとんどである。また博多南駅やガーラ湯沢駅のように、自動改札機設置駅でも採用している例があり、この場合は改札が開始されるまで実質的に乗車券類投入が出来ない状態となる。
日本では、鉄道草創期は列車本数が少ない事から各列車の発着ごとに改札を行っていたが、電車により頻発運転が可能となった区間では待合室の混雑など実施が困難になり、順次廃された。例えば上野駅（いわゆる国電を除く）では1954年まで、名古屋駅では1960年まで実施していた。現在では北海道・東北地方の一部の駅、ケーブルカー等で各列車発車時刻の5 - 20分前から改札が行われている程度である。また、大阪近郊では福知山線の主要駅（宝塚駅・伊丹駅など）で1986年の全線電化まで実施しており、大都市近郊では比較的遅くまで実施されていた例である。
韓国では、韓国鉄道公社 (KORAIL) の長距離列車では列車別改札が基本で、韓国高速鉄道 (KTX) 運行区間の駅に自動改札機が導入された時点でも変化は無かった。そのため、改札開始放送がある前に自動改札機に乗車券を入れると、エラーメッセージが出て改札が閉まる。しかし、トラブル多発により自動改札機の使用は中止され、事実上の信用乗車方式となっているため、一部地方駅を除いて、列車別改札は行われていない。

## 車内改札

### 日本の車内改札
列車内で乗務員が旅客の乗車券類を検査・確認することは特に車内改札（しゃないかいさつ）と呼ばれる。国鉄時代中期頃まで長らく「検札（けんさつ）」と称されていたため、一般旅客を中心に現在でも検札と通称されることも多い。かつて、検札や車内改札では、乗務員が乗車券類に検札鋏で刻印及びパンチを入れるのが通例だったものの、現在では車内改札担当係員の所属や日付等が記載された、駅改札用と同じ若しくは類似しているスタンプ式の車内改札印を押印するのが一般的となっている。

#### 普通列車や自由席車両の改札
普通列車（快速列車を含む）の普通車自由席などでは、車内改札は省略されることが多い（とりわけ大都市近郊）。特急列車（新幹線を含む）であっても混雑が激しい場合は省略することがある。理由として、混雑の激しい車内ではその実行が困難となること、自動改札機が導入されている地域では有効な乗車券類がなければ出場出来ないこと、また、乗車カードの普及に伴い入場記録の確認が困難であること、地方の線区ではワンマン運転が行なわれていることなどによることが挙げられる。
2021年3月まで首都圏で運行されていた座席定員制ライナーである湘南ライナー等においてはドアカットで車両入口を限定した上で係員がライナー券を入口で確認し、無札客を乗車させることが無いようにしていた。
東日本旅客鉄道（JR東日本）の首都圏の快速・普通列車自由席グリーン車ではSuicaグリーン券利用者には座席に着席した上で、購入に使用したSuicaを天井のグリーン券情報読取部にタッチして緑にした場合に限り、車内改札を省略しているが、紙片のグリーン券利用者等には車内改札を行っている。

#### 指定席車両の改札
座席指定制を採用する特急・快速・普通列車では指定券の確認のため、車内改札が行なわれるのが原則である。ただし、乗務員の携帯端末に座席の予約状況を送信するシステムの導入が進んでからは、その状況は変わりつつある。
JR東日本では、「ひたち」「あずさ」「成田エクスプレス」などの首都圏近郊の特急列車の多くでは、予め座席指定券（指定席特急券・指定席グリーン券）を購入した段階でその情報が乗務員の持つ携帯端末に送られ（DoPa網を使用）、普通車及びグリーン車の指定席車両の車内改札は行わない方向に進めている。乗務員は車内改札の代わりに携帯端末の指定席予約情報と乗客の着席状況を照らし合わせて、一致していれば正規の乗客であると見做して通過する。指定券が発行されていない席に乗客が着席している場合などに限って車内改札を行う。ただし東海旅客鉄道（JR東海）から直通する篠ノ井線特急「ワイドビューしなの」は情報端末が対応していない為、無条件で車内改札を行う。
同様に、近畿日本鉄道の特急、京成電鉄「スカイライナー」、東武鉄道本線系統、小田急ロマンスカー、南海電気鉄道、名古屋鉄道の特急等でも指定席の予約状況が車掌の携帯端末に送信され、予約されていない席に着席している客に対してのみ車内改札を行うなど簡略化している。乗客からは「睡眠を邪魔されない」などの理由で概ね好評であるため、車内改札を省略又は簡略化する動きは広まっている。
北海道旅客鉄道（JR北海道）のグリーン車の一部やuシート、東海旅客鉄道（JR東海）373系、九州旅客鉄道（JR九州）885系、787系で運用される特急列車・ホームライナーのように、座席にチケットホルダーが装備されており、乗客はチケットホルダーに指定券を入れ、車掌がその指定券を確認することで車内改札を完了させている事例もある。
JR四国の特急列車では、自由席車両においては車内改札を行っているほか、途中駅からの乗客の改札も兼ねて、終点の手前の区間で乗車券・自由席特急券を回収する（無人駅で降車する自由席の乗客に対しても車内で行う場合あり）。指定席車両においては、発車の1時間ほど前までに指定席券を購入した乗客に対しては車内改札を省略している。
山形新幹線・秋田新幹線も含む新幹線では、自動改札機に投入された指定席特急券から指定席の座席情報を読み取る機能を付けており、改札機に特急券が投入されるとその座席情報が乗務員の携帯端末に伝達されるようになっている。JR東日本、JR西日本、JR九州では早くから、その情報を元に車内改札を省略して来たが、長らくJR東海だけは車内改札を続けて来た。
東海道・山陽新幹線では、現在は指定席車両に限り車内改札を廃止したが、以前はJR東海とJR西日本とで対応が分かれていた。JR西日本が管轄する山陽新幹線では、山陽新幹線内で完結する列車と九州新幹線に直通する列車（ひかりレールスターやみずほなど）に限り車内改札を省略していたが、JR東海が管轄する東海道新幹線および同線に乗り入れる山陽新幹線の列車では、全車両を対象に2016年3月25日まで車内改札が行われていた。
JR東海でもJR東日本・JR西日本と同様に携帯端末は導入しており、その携帯端末による確認も実施してはいたが、車内改札の完全廃止に否定的であった。車掌は携帯端末の他に各車両の着席状況を記したカードを所持しており、チェックの無い席に座っている乗客に改札し、終了後、座席番号を確認してどの駅まで乗るのか書き記した。
- JR東海が車内改札を継続して来たのは、路線・列車の利用者層の性格にも起因している。東海道新幹線は東名阪3大都市圏の移動を旅客流動のメインとしており、以下の理由から車内改札が全廃出来なかった要因とされる[10]。

1. 乗客の約7割はビジネス目的でその数が圧倒的に多く、また乗客の入替わりが頻繁である。さらに運行間隔も短いため、指定席券を持っていても予定よりも早く駅に到着したら列車変更手続を行わずに先行する列車に乗車するなど、指定した列車以外に乗車して乗車後に指定券を買うつもりで空いた指定席に座ったり、また予定の列車に乗っても座席が空いていれば他の座席に移動（窓側・通路側の移動、あるいは隣席に他の乗客がいない席へ等）したりする等の行為が多く、車内改札をしなければ指定席料金を取り逃してしまう。
2. フルムーンやジャパンレールパスなどの「のぞみ」が利用できない企画乗車券で「のぞみ」に誤乗する乗客が多く、その乗客から乗車券・特急券の料金等を収受する必要がある。
3. テロ対策で車内巡回の側面もある。

しかし、エクスプレス予約の利用者が増えたことやシステムの改良により車内改札省略が可能となったことから、JR東海でも2016年3月26日ダイヤ改正から指定席車両に限り原則として車内改札を廃止する意向を示し、予定通り指定席車両に限り原則として廃止された。
この車内改札の省略事例で進んだものとしては、小田急電鉄の特急ロマンスカーでの携帯電話によるインターネットサービスを利用し特急券をチケットレス化した「ロマンスカー@クラブ」が挙げられる。詳細は当該項目を参照されたい。また、近畿日本鉄道の特急は「近鉄特急チケットレスサービス」、南海電気鉄道の特急は「南海鉄道倶楽部」というインターネット予約サービスを行い、その後名古屋鉄道 など他社でも広がっている。

#### 機動改札
JR西日本では、管理駅に所属する社員などを被管理駅（主に無人駅）や列車内などに派遣して改札を行うことを機動改札（きどうかいさつ）と呼ぶ。近畿圏に自動改札機を導入する際、費用対効果等の資料を収集するためにJR西日本全支社から社員を動員し、アーバンネットワーク内を走行する全列車の全車両で全停車駅間ごとに全乗客に対して車内改札を行った。この期間、乗客は乗車から降車まで各駅ごとに車内改札を受けた。1車両に数人の係員が乗車していたため、分担ミス等により1区間で複数回の改札を受けることもあった。これがマスコミに報道された時に「機動改札」という語が使用された。
また同社のワンマン列車車内でも不正乗車防止のために不定期に乗務していることもあり、制服・私服（スーツ）着用問わず「機動改札」という腕章をしている。車掌が担当している場合もあるが、ドアの開閉や案内放送の実施などは運転士が行う。

#### 乗車人員報告簿
| 主要駅に設置されているノリホを回収するノリホ入れ |  | 主要駅に設置されているノリホを回収するノリホ入れ |
| 主要駅に設置されているノリホを回収するノリホ入れ |  |                                                  |

また、車内改札等で車掌が列車の乗客の乗車人数などを把握し、運転上主要な駅で報告する乗車人員報告簿を作成する。略して乗り簿（乗りぼ）から、内部では「のりほ」・「ノリホ」と呼ぶ。表記は、ひらがな・カタカナどちらでも構わないが通例カタカナが使われ、発音はあがり調子である。
これを元にして、ダイヤ作成や列車編成組成などの参考にされる。

### ヨーロッパの車内改札
ヨーロッパ諸国の鉄道では信用乗車方式を採用しているため、多くの場合改札口が駅に設けられていないことから、列車頻度が高く混雑する場合も多い地下鉄・トラム・大都市近郊路線の（JR快速・普通列車に相当する）列車などでは、抜打ちで検札員による車内改札が行なわれ、優等列車など長距離列車・大都市近郊以外のローカル列車では、ほぼ必ず乗務員による車内改札が行なわれ適切な乗車券が購入されていない時には罰金が請求される。
ロンドン地下鉄では下車時の乗越精算システムが無く確実に目的地までの乗車券を購入することとされており乗り越すと罰金が科せられるシステムとなっている。
また、オーストリアの公共交通機関では検札員による車内改札による確認時に誤った乗車券を持っていると罰金が科せられる。

## 改札鋏・改札スタンプ・途中下車印
| 駅改札の鋏痕の例（小田急電鉄はるひ野駅） |  | 車内改札の鋏痕の例 |
| 駅改札の鋏痕の例（小田急電鉄はるひ野駅） |  | 車内改札の鋏痕の例 |

改札鋏（かいさつばさみ・かいさつきょう）とは、主に改札口で入場する際にきっぷに使用開始（使用済み）であることを示す印を入れるための道具である。なお、車内改札では、車内で乗車券を購入するか乗車変更を行なう乗客に発行する補充券では、主に穴をあける概算鋏が用いられるほか、旧国鉄・JRの優等列車等の車内では開孔せずにきっぷ紙面に花形の凹凸を付ける改札鋏がかつては多用された。
鋏と称しているが、一般的なそれと異なりパンチャーと同様に「穴を開ける」程度のもので「ものを切る」用途には使用できないものだった。
一部の鉄道事業者で改札口に人員を配置しない駅では、券面に「入鋏省略」と標記しこの手間を省いていた事例もある。また、現在でも定期券のように乗車券を係員がチェックするだけで入場を許可することがある場合にも券面に「入鋏省略」と標記している（西武多摩川線等）。
1990年代以降合理化や自動改札機の導入に伴い、改札鋏から入場日・駅名が記載されている改札スタンプに変更をしている。自動改札が導入されていない駅から入場し自動改札のある駅で出場する場合、入場時に改札鋏を入れてしまうと出場時に自動改札機に詰まってしまうことで保守の面では好ましくないことや、改札鋏を入れることによって乗車券に記録されている磁気情報が破損し自動改札機を利用出来なくなる恐れがあることから改札スタンプに変更されているが、自動改札が導入されていない路線ではこの限りでは無い。車内改札でも改札鋏から日付等の記載のあるスタンプに変わっている。また新幹線駅においても地方路線の無人駅から乗車し新幹線改札を抜ける際に乗車券に入場記録が記録されていない場合に自動改札を通過出来ないことを考慮し、有人窓口にて改札スタンプによる入場記録を行う例がある。
一方、台湾鉄路管理局も2008年2月より車内改札（驗票、乗車券の車内查驗）がスタンプに変更と発表した。
なお、自動改札機では乗車券に穴を開けるが、回数乗車券には乗車駅の証明のため駅名・乗車日の印字を、新幹線改札口などで設置されている機械では新幹線に乗車した駅名・乗車日時を記載するものもある。
| 途中下車印が押印された乗車券の例（金額の左側の駅名印が途中下車印） |  | 無効印が押印された特急券の例 |
| 途中下車印が押印された乗車券の例（金額の左側の駅名印が途中下車印） |  | 無効印が押印された特急券の例 |

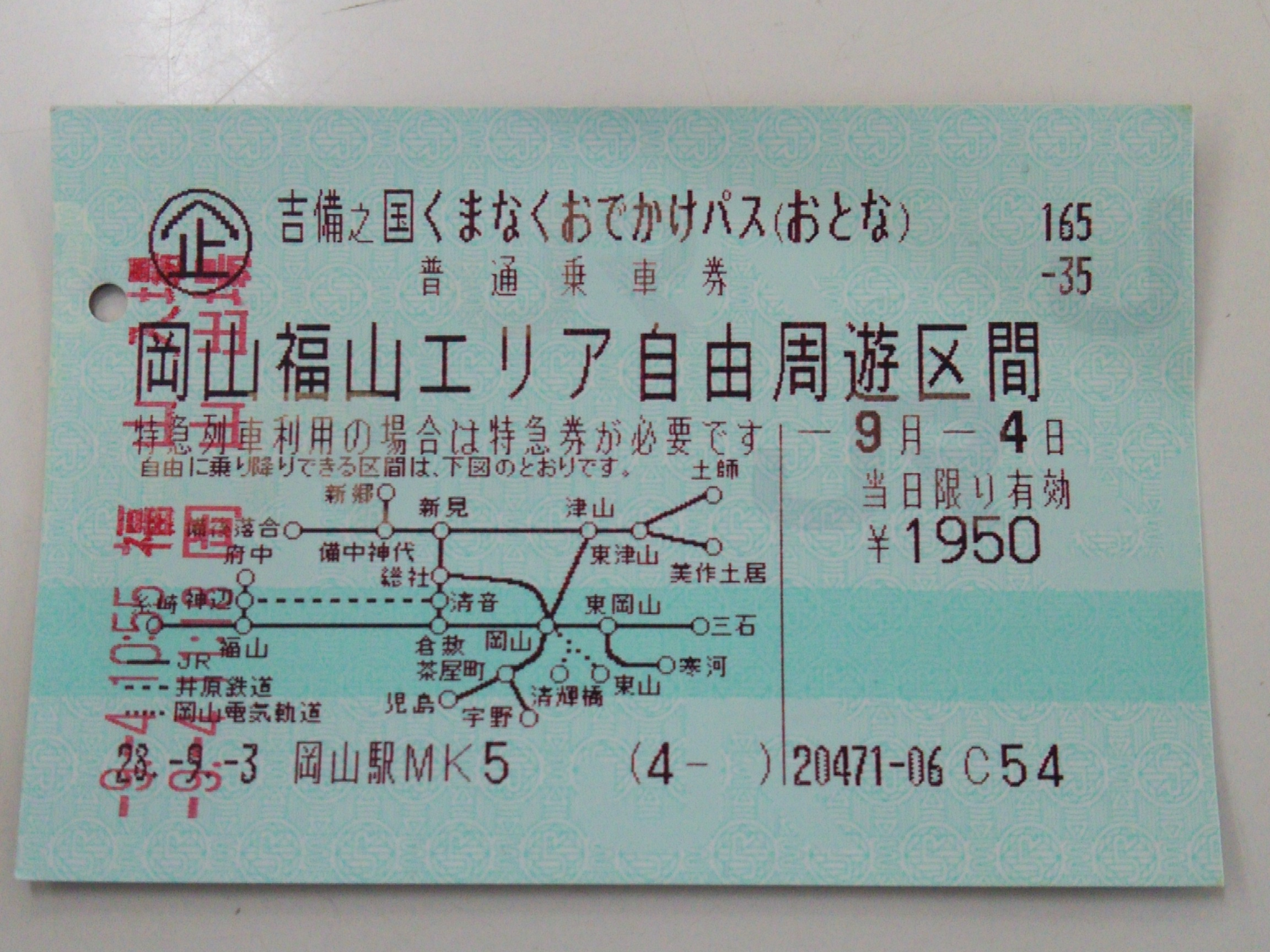
新幹線駅の自動改札機で駅名・入場日時・出場日時がスタンプされた例

また、途中下車に際して乗車券に途中下車駅を証明するため、途中下車印がある。旧国鉄・JRでは、途中下車印は楕円形の内側に駅名を記したものと定めているが、矩形内側に駅名を記した駅名小印で代用している場合がみられる。ただしこれは誤用である。1990年代以降、JRの駅で途中下車の際に途中下車印を押印しないことが多くなったが、通常押印しない場合でも利用者の申し出で押印する。
他に、きっぷを無効にする処理のための無効印があり、きっぷを記念品にする目的等のために、集札時にきっぷを回収する代わりに使用されることがある。近年では、「無効」の代わりに「乗車記念」と記されたスタンプもある。
無人駅で下車する場合にその旨を申し出ると、無効印の代わりとして、車掌（ワンマン列車の場合は運転士）がサインもしくは印鑑を押印した上で当該列車の列車番号を記入する。